# 양병직
양병직(梁秉直, 1906년 북제주 ~ 1975년 11월 6일)은 대한민국의 정치인이다.

## 주요 이력
- 1949년 5월 10일 : 제헌 국회의원(북제주을)[1]

## 역대 선거 결과
|  | 24.22% |

|  | 16.13% |

## 참고자료
- 《대한민국 의정총람》, 국회의원총람발간위원회, 1994년
- 양병직 - 대한민국헌정회